# Centre Moral i Instructiu de Gràcia
El Centre Moral i Instructiu de Gràcia (CMIG) és una entitat cívica que va néixer el 1869 amb l'objectiu d'oferir a les escoles catòliques de la vila un ventall d'activitats molt ampli. Les seccions en què s'organitza són: teatre, esbart, esplai, escacs, tennis taula, futbol, dòmino i la colla de Sant Medir, ‘Els Amics'. Hi ha més entitats que hi tenen la seu, de manera que enriqueixen la vida cultural i social, tant del centre com del districte. L'entitat publica, des de l'any 1924 i amb periodicitat desigual, la revista Or i Flama, continuadora de l' Apostolado Seglar que va editar entre els anys 1904 i 1909. Pel que fa a les instal·lacions, compta amb el Teatre del Centre Moral Instructiu de Gràcia.

## Història
L'entitat va ser fundada l'any 1869 i va fixar la seva seu social al segon pis del número 67 del carrer de l'Àngel (actualment, carrer Montseny). Oficialment, inicia la seva activitat el 2 de febrer d'aquell any sota la presidència de Josep Llobet i Comas i els socis fundadors (Bartomeu Oller, Joan Cirera, Lluís Jordà, Jaume Barbarà, Antoni Parera, Claudi Josep, Joan Vidal i Bru Riambau). Molts d'aquests primers membres provenien dels Lluïsos de Gràcia, però ja no podien formar part de la junta directiva donat que s'havien casat. El primer programa que posaren en marxa va ser el de les escoles catòliques l’any 1871. Segons escrigué Rossend Pich i Salarich a Or i Flama el 1929, una de les publicacions històriques de l'organització, l'entitat cívica nasqué per «lluitar contra l'indiferentisme dels pares, en enviar llurs fills a escoles de les quals els consta que se'ls hi parla de tot menys de Déu i en algunes, com les escoles protestants, ho fan d'una faisó falsejada».
La seva primera seu va ser al carrer de l'Àngel (actualment Montseny), 7, 2n. El 1884 es traslladà al carrer de Sant Antoni (actualment Astúries), 43, 1r. El 1887 se n'anà al carrer Las Gracias (aactualment Ros de Olano), 11, on hi havia el ball Numància. El 1904 es va construir l'actual edifici al num. 7 del mateix carrer.

## Seccions i entitats

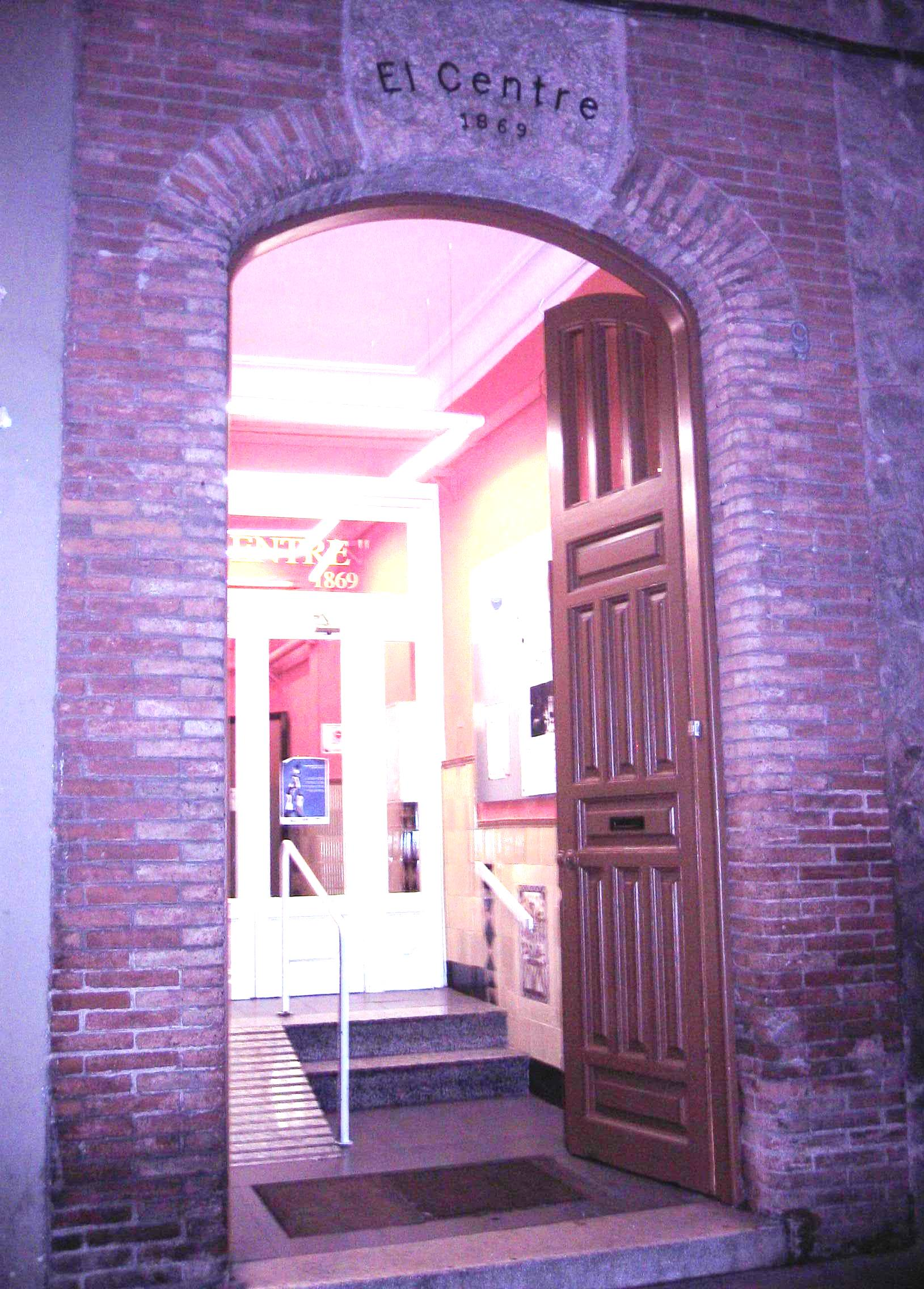
Entrada a la seu del CMIG, al carrer Ros de Olano.

El Centre es compon de diverses seccions. La secció de cultura fa Cant Coral, impulsa la Colla de Sant Medir "Els Amics", fa concerts, el concurs de teatre Vila de Gràcia, el concurs literari de contes i poesia, conferències, l'esbart, exposicions, llibrefòrum, la marató de Corals, Representació de Els Pastorets, la revista Or i flama, sopars-col·loqui, el taller literari i teatre. La secció d'esport impulsa els escacs, el futbol 7 i el tennis taula. Finalment, la secció del lleure convoca activitats relacionades amb el ball, el dòmino, l'esplai, les festes socials i les sortides culturals.
Entitats amb seu al centre:
- Club d'escacs Tres peons
- Col·legi Sant Julià de Vilatorta - Antics alumnes
- Coral Baluern
- Gràcia multimèdia
- Grup de Teatre del centre moral i instructiu de gràcia

### Pastorets
La secció de teatre del Centre Moral i Instructiu de Gràcia, creada el 1926, escenifica cada any per Nadal Els pastorets o l'Adveniment de l'infant Jesús, obra de Josep M. Folch i Torres. Hi participen més d'un centenar de persones i les escenificacions, d'estil clàssic, es fan al teatre de l'entitat. Per a les representacions es fan servir decorats tradicionals de paper. La sala forma part de l'edifici modernista propietat del Centre Moral i Instructiu de Gràcia, construït l'any 1904 per Francesc Berenguer.

### Esbart
L'Esbart dansaire del Centre Moral i Instructiu de Gràcia es va fundar el 1972 en el si d'aquesta entitat, que des del 1869 treballa en la promoció de la cultura de l'esbarjo i l'esport. Quan va néixer, l'agrupació de dansaires va poder aprofitar l'experiència del Centre Moral en activitats relacionades amb el folklore, com ara l'organització dels aplecs de sardanes amb la Cobla de Santa Creu d'Olorda del 1913. Aquell any la dansa tradicional i popular va passar a formar part de les iniciatives de la institució, i això s'intensificà d'ençà del 1961, quan s'hi va crear la secció folklòrica.
El grup de dansaires s'organitza en tres seccions, segons l'edat dels membres: des dels nens que formen part de la secció infantil fins al cos de dansa, on s'apleguen els balladors adults; i, entremig, la secció juvenil. Els grups infantil i juvenil participen cada any a la Roda d'Esbarts Catalònia.
Al cap de l'any, l'Esbart del Centre Moral i Instructiu de Gràcia organitza festivals i trobades, entre els quals destaca la Diada de l'Esbart, que se celebra al desembre i que serveix per a fer una demostració de les danses i de la feina de tot el curs. El mes de març, el centre acull una trobada d'esbarts o de grups folklòrics, i al maig són els pares dels joves de l'entitat que s'apleguen en un festival anual.
Les demostracions que fa l'esbart presenten un repertori ampli de danses tradicionals, originàries majoritàriament de Catalunya i de la resta de territoris de parla catalana, per bé que també n'ha incorporades de la resta de l'estat espanyol o d'alguns altres països. A més dels balls tradicionals i populars, aquest repertori ha anat creixent amb creacions i coreografies recents.